# Ulrich Fellmann
Ulrich Fellmann (* 12. Mai 1935 in Lengenfeld unterm Stein, Thüringen; † 15. Juni 2022 in Aachen) war ein deutscher Bibliothekar. Von 1979 bis 2000 war er Leitender Bibliotheksdirektor der Universitätsbibliothek der RWTH Aachen.

## Leben und Wirken
Nach der Reifeprüfung am Humanistischen Gymnasium in Windsbach 1953 studierte Ulrich Fellmann bis 1961 Mathematik, Physik und Pädagogik an den Universitäten Würzburg und Hamburg. An der Universität Würzburg promovierte er 1961 im Fach Mathematik bei Heinz Orsinger. Das Staatsexamen für den höheren Schuldienst hatte er bereits 1959 abgelegt. Als Bibliotheksreferendar an der Universitätsbibliothek der RWTH Aachen und der Universitäts- und Stadtbibliothek Köln trat er dann 1961 in die Ausbildung für den höheren Bibliotheksdienst ein und absolvierte die Fachprüfung hierfür 1963 am Bibliothekar-Lehrinstitut des Landes Nordrhein-Westfalen. Von 1963 bis zum Eintritt in den Ruhestand im Jahre 2000 war Fellmann an der Aachener Universitätsbibliothek als wissenschaftlicher Bibliothekar tätig. 1970 wurde er dort zum Bibliotheksdirektor ernannt, 1979 wurde er als Nachfolger von Gerhart Lohse Leiter dieser Bibliothek.
Während seiner beruflichen Tätigkeit wurde Fellmann zu einem Fachmann insbesondere für Bibliotheksbau, im Nebenamt unterrichtete er am Bibliothekar-Lehrinstitut des Landes Nordrhein-Westfalen und hatte Lehraufträge an der Aachener und Kölner Universität.

## Schriften
- Gradbeziehungen in rationalen Funktionenkörpern mehrerer Unbestimmter. Dissertation Universität Würzburg 1961.
- Probleme der Handhabung der Dezimalklassifikation (UDC) in öffentlichen wissenschaftlichen Bibliotheken. Bibliothekar-Lehrinstitut des Landes Nordrhein-Westfalen, Köln 1963.
- Die Sachkatalogisierung nach der Dezimalklassifikation. Erfahrungen in der THB Aachen. In: Zeitschrift für Bibliothekswesen und Bibliographie, Bd. 14 (1967), S. 330–338.
- (mit Sabine Schröder u. Werner Brinkmann): Online-Ausleihverbuchung in einer Magazinbibliothek. In: Zeitschrift für Bibliothekswesen und Bibliographie, Bd. 17 (1970), S. 268–275.
- Ausleihverbuchung mit Hilfe eines Computers. In: Libri, Bd. 21 (1971), S. 262–270.
- (Mitautor): Bibliotheksautomatisierung in den USA und Kanada, hrsg. von Walter Lingenberg. Verlag Dokumentation. Pullach b. München 1973
- Hochschulreform und Mitbestimmung. In: Gerhart Lohse (Hrsg.): Bibliotheksarbeit heute. Beiträge zur Theorie und Praxis; Festschrift für Werner Krieg zum 65. Geburtstag am 13. Juni 1973 (= Zeitschrift für Bibliothekswesen und Bibliographie, Sonderhefte, Bd. 16). Klostermann, Frankfurt/M. 1973, S. 209–224.
- Katalogisierungsverbund in Nordrhein-Westfalen. Gedanken zur geplanten Verbunderweiterung. In: Mitteilungen / Verband der Bibliotheken des Landes Nordrhein-Westfalen, N.F., Bd. 34 (1984), S. 50–57.
- Gerhart Lohse, Aachener Bibliothekar und Germanist 1914–2001. In: Beiträge zur Namenforschung, Bd. 37 (2002), S. 241–244.
- (Hrsg.): Von Schwaben in den Bismarckarchipel. Tagebücher der Missionarsfrau Johanna Fellmann aus Deutsch-Neuguinea 1896–1903 (= Quellen und Forschungen zur Südsee, Reihe A, Bd. 3). Harrassowitz, Wiesbaden 2009, ISBN 978-3-447-05693-9.